# 백석중학교 (인천)
백석중학교(白石中學校)는 대한민국 인천광역시 서구 백석동에 있는 공립 중학교이다.

## 학교 연혁
- 1999년 3월 1일 : 개교, 초대 김대석 교장 취임
- 1999년 3월 5일 : 1999학년도 신입생 437명 입학
- 2002년 2월 15일 : 제1회 졸업식(411명)
- 2012년 4월 1일 : 태권도부 창단
- 2015년 7월 31일 : 급식실 및 다목적강당 증축
- 2016년 3월 14일 : 특수학급 환경개선
- 2023년 8월 22일 : 책도래샘도서관 구축
- 2024년 1월 12일 : 제23회 졸업 90명(남학생 34명, 여학생 53명) 총 5,265명
- 2024년 3월 4일 : 2024학년도 신입생 148명 입학
- 2024년 9월 1일 : 제11대 한소영 교장 취임

## 참고 자료
- 백석중학교 - 한국교육학술정보원 학교알리미